# Соліситор
Соліситор (англ. solicitor) — категорія адвокатів у Великій Британії, що ведуть підготовку судових матеріалів для ведення справ баристерами — адвокатами вищого рангу.
Соліситори також працюють юрисконсультами в різних організаціях і мають право вести судові справи в судах нижчих інстанцій (магістратних судів графств і міст — графств).
Наявність двох категорій адвокатів не відповідає сучасній світовій практиці і пояснюється здебільшого історичними причинами, консерватизмом англійської судової системи, складністю ведення судових справ у країнах англо-саксонської системи права (необхідністю застосування значної кількості судових прецедентів і відсутністю суворої системи правових актів), а також небажанням баррістерів втрачати привілейоване становище і пов'язані з цим матеріальні вигоди.